# Fire and Ice (musikalbum)
Fire and Ice är ett album från 1992 av Yngwie Malmsteen. Skivan tillägnades hans avlidne bror Björn Malmsteen.

## Låtlista
Samtliga låtar skrivna av Göran Edman och Yngwie Malmsteen, om annat inte anges.
1. "Perpetual" (Yngwie Malmsteen) - 4:14
2. "Dragonfly" - 4:49
3. "Teaser" - 3:29
4. "How Many Miles to Babylon" - 6:10
5. "Cry No More" - 5:17
6. "No Mercy" (Yngwie Malmsteen) - 5:32
7. "C'est la Vie" - 5:19
8. "Leviathan" (Yngwie Malmsteen) - 4:24
9. "Fire and Ice" - 4:46
10. "Forever Is a Long Time" - 4:31
11. "I'm My Own Enemy" - 4:28
12. "All I Want Is Everything" (Yngwie Malmsteen) - 6:09
13. "Golden Dawn" (Yngwie Malmsteen) - 4:02
14. "Final Curtain" (Yngwie Malmsteen) - 1:28

## Medverkande
- Yngwie Malmsteen – elgitarr, akustisk gitarr, sitar, synthesizer, sång och producent
- Göran Edman – sång
- Mats Olausson – keyboard
- Bo Werner – trummor och sång
- Michael von Knorring – trummor i "Leviathan"
- Lolo Lannerbäck – flöjt
- Svante Henryson – bas
- Kalle Moraeus – fiol